# Malais (langue)
Pour les articles homonymes, voir Malais.
Ne doit pas être confondu avec Malaisien (langue).
On désigne sous le nom de malais (bahasa Melayu, en écriture jawi بهاس ملايو et en écriture redjang ꤷꥁꤼ ꤸꥍꤾꤿꥈ) un groupe de langues très proches les unes des autres, mais que les linguistes considèrent comme étant des langues distinctes.

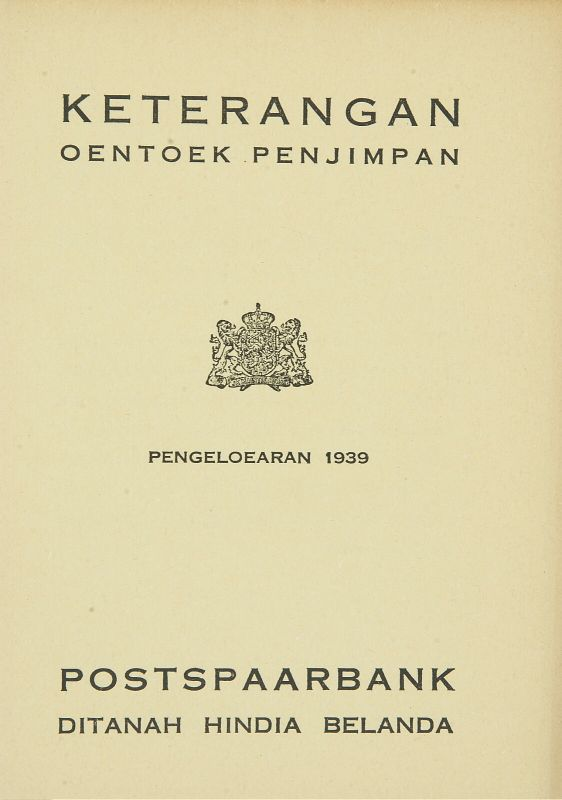
Livret en malais de la Postspaarbank (caisse d'épargne) en 1939 dans ce qui était encore les Indes néerlandaises.

Ces idiomes sont parlés par la population du littoral oriental et de la partie sud de l'île indonésienne de Sumatra, des îles Riau, également indonésiennes, du littoral de l'île de Bornéo et de la péninsule malaise, la population autochtone de Singapour et celle des provinces de Yala, Pattani, Narathiwat et Songkhla dans le sud de la Thaïlande. Ces populations se désignent elles-mêmes par le terme « Malais ».
Cette dispersion du malais a nécessairement suscité un débat sur l'origine de la langue. Le consensus actuel est que le berceau du malais est la partie occidentale de l'île de Bornéo.

## Classification
Le site web ethnologue.com nomme « malais » un groupe de langues malayo-polynésiennes au sein du rameau des langues malaïques. Au nombre de 45, ces langues sont :
- Sous-groupe « Trade Malay » (11 langues, voir section plus bas) ;
- Bangka (Sumatra, Indonésie) ;
- Banjar (Kalimantan, Indonésie) ;
- Malais du Brunei ;
- Col (Sumatra) ;
- Duano (Sumatra) ;
- Haji (Sumatra) ;
- Indonésien ;
- Jakun (Malaisie péninsulaire) ;
- Kaur (Sumatra) ;
- Kerinci (Sumatra) ;
- Kubu (Sumatra) ;
- Lubu (Sumatra) ;
- Malais péninsulaire (Brunei, Malaisie) ;
- Malais de Bacan (Moluques) ;
- Malais de Berau (Kalimantan) ;
- Malais de Bukit (Kalimantan) ;
- Malais « central »  (Sumatra) ;
- Malais de Jambi (Sumatra) ;
- Malais de Kedah (Malaisie péninsulaire) ;
- Malais de Kota Bangun Kutai (Kalimantan) ;
- Malais de Pattani ou yawi (Thaïlande) ;
- Malais de Sabah (Malaisie) ;
- Malais « standard » (Malaisie péninsulaire) ;
- Malais de Tenggarong Kutai  (Kalimantan) ;
- Dayak malaïque (Kalimantan) ;
- Minangkabau (Sumatra) ;
- Musi (Sumatra) ;
- Malais de Negeri Sembilan (Malaisie péninsulaire) ;
- Orang Kanaq (Malaisie péninsulaire) ;
- Orang Seletar (Malaisie péninsulaire) ;
- Pekal (Sumatra) ;
- Sekak (Sumatra) ;
- Temuan (Malaisie péninsulaire) ;
- Urak Lawoi' (Thaïlande).

On considère donc désormais que des langues qui ne sont pas désignées sous le vocable « malais », font partie du même groupe linguistique que les différents parlers appelés « malais ». En d'autres termes, le concept linguistique de «malais » est plus large que celui, identitaire et « ethnique », de « Malais ».
Auparavant, les langues du groupe malais étaient réparties en 3 groupes distincts[Par qui ?] :
- malais aborigène ;
- malais local ;
- para-malais.

À côté de ces groupes, à leurs tours englobés dans un groupe plus vaste appelé « malaïen »[Par qui ?], les linguistes[Qui ?] incluaient en outre :
- Un sous-groupe dit « malais aborigène », dont les langues sont parlées par un des 3 groupes officiellement classés en Malaisie comme « Orang Asli », c'est-à-dire « peuples autochtones ».
- Un sous-groupe dit « para-malais », qui comprenait notamment le minangkabau de Sumatra occidental, le duano du sud de la péninsule malaise et l'urak lawoi' du sud de la Thaïlande.

La classification de certains linguistes ajoutait à la confusion, qui par exemple désignait sous le nom de « Malay », un autre groupe de l'ensemble malaïque, qui n'est constitué que d'une seule langue, de surcroît presque éteinte, le lom.

### Trade Malay
Les linguistes appellent Trade Malay un sous-groupe formé par les 11 langues suivantes :
- « Est Indonesien » (6 langues) : 
  - Malais d'Ambon (Moluques, Indonésie) ;
  - Malais de Banda (Moluques) ;
  - Malais de Kupang (Petites îles de la Sonde, Indonésie) ;
  - Malais de Manado (nord de Célèbes, Indonésie) ;
  - Malais des Moluques du Nord (Moluques) ;
  - Malais de Papouasie (Papouasie, Indonésie) ;
- Betawi ou « batavien » (Java et Bali, Indonésie) ;
- Malais de Bali (Indonesia (Java et Bali)) ;
- Malais des îles Cocos (Sabah, Malaisie) ;
- Malais de Larantuka (Petite îles de la Sonde) ;
- Malais de Makassar (Célèbes du Sud).

### Créoles
On considère que les langues suivantes sont des créoles malais :
- Malais peranakan (Chinois métissés de locaux de la côte nord de Java, Indonésie) ;
- Créole de Malacca (Malaisie) ;
- Malais baba des Chinois baba ou peranakan (métissés de locaux, Singapour) ;
- Malais de Sri Lanka.

## Statut officiel
Le malais péninsulaire (appelé bahasa Malaysia ou « malaisien ») est la langue officielle et nationale du sultanat du Brunei et de la fédération de Malaisie.
La langue officielle de la république d'Indonésie, appelée indonésien (bahasa Indonesia), présente des différences avec le malais péninsulaire. Néanmoins, les divergences n'empêchent pas l'intercompréhension entre Indonésiens et Malaisiens, même si l'indonésien standard comprend de nombreux apports de l'anglais, du néerlandais, du portugais, et des langues régionales (bahasa daerah) d'Indonésie, notamment du javanais.
L'indonésien et le malais péninsulaire présentent 80 % de vocabulaire commun. La différence se retrouve dans les accents[pas clair] : d'après l'accent, il est possible de situer la région du locuteur.
Pour les 20 % qui restent, un mot prononcé peut avoir un autre sens, avec l'accent, dans une autre région propre au monde malais. Mais les plus grandes différences se retrouvent du fait du passé colonial : apports de mots de vocabulaire néerlandais en Indonésie, anglais, et quelquefois portugais en Malaisie (voir histoire de Malacca). On parle souvent de monde malais pour désigner cette vaste région du monde, qui comprend la Malaisie, l'Indonésie, le sultanat de Brunei et le sud des Philippines. Une langue unie, régie par une académie pourrait un jour voir le jour. Le cas de cette langue est similaire à celui du serbo-croate, qui jadis a été la langue unifiée de la Yougoslavie, union des langues croate, serbe, bosniaque, slovène, macédonien, monténégrin.  
Une langue malaise unifiée concernerait de nos jours quelque 300 millions de personnes du Sud-Est asiatique, soit une population équivalente à celle des États-Unis. Seul un fort nationalisme entre les deux nations que sont la Malaisie et l'Indonésie est un frein à l'avancée de l'adoption, et de la mise en place d'une langue commune[réf. souhaitée].  
Le malais est également une des langues officielles de la république de Singapour.
L'indonésien est aussi l'une des langues d'usage en république démocratique du Timor oriental.

### Normes
La norme linguistique commune officiellement acceptée par le Brunei, l'Indonésie et la Malaisie, appelée bahasa baku (« langue de base »), est le malais des îles Riau en Indonésie, considéré comme le berceau du malais moderne. Le Pusat Pembinaan dan Pengembangan Bahasa (« Centre de formation et de développement de la langue ») indonésien et le Dewan Bahasa dan Pustaka (« Conseil de la langue et de l'écriture ») malaisien coopèrent sur cette question.
Le nombre de locuteurs du malais est de plus de 250 millions si on compte les Indonésiens. Indonésiens et Malaisiens sont parfaitement conscients de parler la même langue, avec des différences dues aux contextes politique et culturel. 
Quand un Indonésien s'adresse à un Malaisien, il s'efforcera donc d'éviter les « indonésianismes » ou de les expliquer, et d'utiliser des idiotismes (formes propres) du malais de Malaisie. L'inverse est possible pour un Malaisien dans la mesure où il a connaissance des idiotismes indonésiens par les films indonésiens projetés en Malaisie.

## Écriture
L'indonésien et le malais de Malaisie moderne s'écrivent en alphabet latin. L'Indonésie et la Malaisie ont unifié leur graphie officielle en 1972. 
Le malais classique, en Indonésie comme en Malaisie, s'écrivait avec l'alphabet arabe. Cette écriture est appelée jawi.
Les plus vieilles inscriptions en vieux-malais, trouvées dans l'île indonésienne de Bangka et dans l'actuelle ville de Palembang dans le sud de Sumatra, datent de 683, 684 et 686. Elles sont rédigées dans un alphabet d'origine indienne.
La transition d'une écriture indienne à l'écriture arabe s'opère peut-être au XIVe siècle. On trouve à Minye Tujuh, dans la province indonésienne d'Aceh, deux pierres tombales musulmanes rédigées en malais dans deux alphabets, l'un d'origine indienne qualifié de « proto-sumatranais », l'autre, arabe, et datées à la fois en ère indienne Saka et de l'Hégire. La date de l'une des pierres équivaut à 1380 apr. J.-C. et celle de l'autre à 1389. À Pengkalan Kempas dans l'État du Negeri Sembilan en Malaisie, il existe également une inscription en malais rédigée de la même façon dans les deux alphabets et datée 1385 de l'ère Saka (1463 apr. J.-C.).
En Malaisie, le jawi a été remplacé par l'alphabet latin dans les années 1950 sur la base d'une graphie anglaise (par exemple, avec « ch » pour le son français « tch » et « j » pour le son « dj »).
Le mouvement nationaliste indonésien avait adopté l'alphabet latin en 1928 avec la graphie néerlandaise dite « Van Ophuijsen » (par exemple « tj » pour le son « tch » et « dj » pour le son « dj »). Cette graphie fut légèrement modifiée par la réforme orthographique de 1947 dite « Soewandi », du nom du ministre de l'Éducation du gouvernement du premier ministre socialiste Sjahrir (le « oe » devenant « u » : Soerabaja > Surabaja).
La réforme de 1972 a amené à une graphie commune aux deux langues, le « dj » indonésien devenant « j » (Djakarta > Jakarta) et le « j », « y » (djaja > jaya = « victoire »), comme en malais de Malaisie, et le « tj » indonésien et le « ch » malaisien devenant « c » (tjahaja et chahaya > cahaya = « lumière »). Cependant, la plupart des patronymes n'ont pas pris en compte ce changement de graphie.

## Différences entre le malais malaisien et l'indonésien
Certains considèrent que les différences entre les deux langues sont d'ordre dialectal, comme celles entre le français parlé en Europe (France, Suisse romande, Wallonie), celui du Québec et celui de l'Afrique francophone. Il est vrai que jusqu'à un certain niveau, l'intercompréhension peut se faire sans trop de difficulté. Il y a toutefois de nombreuses divergences lexicales, source de plaisanteries, notamment du côté indonésien[réf. nécessaire]. L'accent est un autre facteur de différenciation, qui indique aisément la région d'origine des locuteurs.
De ce point de vue, on peut être tenté de dire que l'indonésien et le malais de Malaisie sont des « langues ausbau » l'une par rapport à l'autre, c'est-à-dire qu'elles existent en tant que telles par une volonté politique et culturelle.
Cela dit, les linguistes considèrent que les différentes formes de malais sont des langues distinctes. Ceci vaut pour l'indonésien et le malais péninsulaire.
L'indonésien diffère du malais de Malaisie d'abord pour des raisons historiques. Les colonisations britannique sur la péninsule malaise et néerlandaise sur l'archipel indonésien ont eu un impact majeur sur la langue malaise. Aussi les deux formes de malais ont-elles été influencées par les contextes coloniaux respectifs.
Un facteur beaucoup plus déterminant aujourd'hui est le contexte indonésien. Le javanais, avec plus de 80 millions de locuteurs, mais aussi d'autres langues régionales d'Indonésie comme le soundanais de Java occidental, qui a près de 35 millions de locuteurs, enrichissent énormément l'indonésien, notamment son vocabulaire.
Le choix par les nationalistes indonésiens du malais comme langue de la future Indonésie indépendante était logique. Jusque vers 1900, quand ils commencent à ouvrir des écoles pour indigènes avec un enseignement moderne en néerlandais, les Néerlandais refusaient de parler leur langue avec les indigènes. Ils utilisaient le malais, langue d'échange dans l'archipel indonésien au moins depuis le XVe siècle, période de grandeur du sultanat de Malacca sur la péninsule Malaise. Le plus ancien document écrit en malais qu'on ait retrouvé est une lettre écrite en 1521 dans le sultanat de Ternate aux Moluques, dans l'est de l'Indonésie.
Malacca aurait été fondée peu avant 1400 par un prince de Sriwijaya, dont on a cité précédemment les inscriptions du VIIe siècle en vieux-malais. On peut supposer que le malais était déjà utilisé dans les ports de la région à l'époque de Sriwijaya (soit avant le XVe siècle). Des inscriptions en vieux-malais ont ainsi été trouvées dans le centre de Java, dont les dates vont de 792 au IXe siècle.

## Phonologie

### Consonnes
Le système des consonnes du malais est résumé dans le tableau ci-après :
|               |               | Bilabiale | Labio-dentale | Dentale / alvéolaire | Palatale | Vélaire | Glottale |
| Occlusives    | Sourde        | p         |               | t                    |          | k       | - [ʔ]    |
| Occlusives    | Voisée        | b         |               | d                    |          | g       |          |
| Affriquées    | Sourde        |           |               |                      | c [tʃ]   |         |          |
| Affriquées    | Voisée        |           |               |                      | j [dʒ]   |         |          |
| Fricatives    | Sourde        |           | f             | s                    | sy [ʃ]   | kh      | h        |
| Fricatives    | Voisée        |           | v             | z                    |          |         |          |
| Nasales       | Nasales       | m         |               | n                    | ny [nj]  | ng [ŋ]  |          |
| Latérales     | Latérales     |           |               | l                    |          |         |          |
| Roulées       | Roulées       |           |               | r                    |          |         |          |
| Semi-voyelles | Semi-voyelles | w         |               |                      | y        |         |          |

La dentale /s/ se prononce comme dans le mot tasse et n'est jamais voisée en /z/ : nasi = riz se prononce « nassi ».
La dentale /r/ se prononce roulé (bout de la langue sur le palais).
La palatale /c/ se prononce quelque part entre « tch » et « ti ». De même, le /j/ se prononce quelque part entre « dj » et « di ».
La vélaire /ng/ est un phonème difficile pour les francophones. Il se prononce comme le « ng » dans l'allemand singen (« chanter »).
La glottale aspirée /h/ est toujours prononcée, au début comme à la fin d'un mot. Darah, « sang », se prononce avec un /h/ final marqué, qui le distingue de dara, « jeune fille ».
Les consonnes finales, au lieu d'être relâchées comme en français, sont prononcées en gardant les articulations en place. Par exemple, minum (« boire ») se prononce en gardant les lèvres fermées sur le /m/ finale. Le /k/ final se prononce donc en gardant la glotte bloquée en position fermée, ce qui le rend inaudible pour une oreille française.
Les consonnes fricatives suivantes sont des emprunts étrangers :
- Sourdes : labio-dentale /f/, palatale /sy/, vélaire /kh/.
- Voisées : labio-dentale /v/ et dentale /z/.

Le /v/ est d'ailleurs prononcé comme un /f/. Les deux sont même parfois prononcés /p/. Le /z/ est parfois prononcé comme un /j/.

### Voyelles
Les voyelles de l'indonésien sont :
- /a/ prononcé comme en français,
- /e/ muet,
- /é/ écrit également « e » et prononcé en général comme un « è », parfois comme un « é » français,
- /i/,
- /o/,
- /u/ prononcé « ou ».

### Diphtongues
Les diphtongues sont :
- /ai/, prononcé en principe « aille », mais en Indonésie, plus souvent « eille » sous l'influence javanaise et jakartanaise.
- /au/, prononcé en principe « aou », mais en Indonésie plus souvent « ow » pour la même raison.
- /oi/, prononcé « auille », mais rare.

Les diphtongues doivent être distinguées de la juxtaposition de voyelles appartenant à des syllabes différentes, par exemple :
- Menyukai, prononcé « me-nyuka-i » car formé sur suka, « aimer », avec le circonfixe me- -i,
- Daun, « feuille », prononcé « da-un », en se rappelant que les bases lexicales ont en principe deux syllabes (voir la section « Lexique » ci-dessous).

Il faut donc distinguer la diphtongue /ai/ dans gulai (plat de viande en sauce) de la succession de voyelles « ai » dans gulai (« sucrer »), qui se prononce « gula-i » et est formé sur gula (« sucre »).

## Lexique

### Base
Le lexique de base du malais est constitué de mots en principe dissyllabiques, c'est-à-dire constitué de deux syllabes. Voici des exemples :
| Malais | Français |
| ------ | -------- |
| tanah  | terre    |
| langit | ciel     |
| air    | eau      |
| api    | feu      |
| laki   | mari     |
| bini   | femme    |
| makan  | manger   |
| minum  | boire    |
| besar  | grand    |
| kecil  | petit    |
| hari   | jour     |
| malam  | nuit     |

## Étymologie
Il semble que la racine étymologique d'une base se trouve dans sa 2e syllabe, car c'est à partir de celle-ci qu'on peut constituer des familles de mots. Voici quelques exemples :
- -ngkat : angkat = « soulever », tingkat = « étage », pangkat = « grade », peringkat = « niveau ».
- -ku : kuku = « ongle », paku = « clou », kaku = « raide », beku = « figé », buku = « nœud d'une branche ou d'une tige ».
- -rah : darah = « sang », merah = « rouge », marah = « en colère », parah = « grave ».
- -mur : sumur = « puits », kumur = « se rincer la bouche », jemur = « faire sécher », jamur = « champignon »
- -bar : lebar = « large », sebar = « répandre », tebar = « s'étendre », kibar = « déployer », bubar = « se disperser ».

### Emprunts

#### Portugais
Conséquence de la prise de Malacca en 1511 par Afonso de Albuquerque, vice-roi des Indes portugaises, le malais a emprunté plusieurs dizaines de mots au portugais. En voici quelques exemples :
| Malais   | Portugais   | Français   |
| -------- | ----------- | ---------- |
| armada   | armada      | flotte     |
| baluarti |             | citadelle  |
| bangku   | banco       | banc       |
| bantal   | travesseiro | coussin    |
| baret    |             | béret      |
| Belanda  | Holanda     | Hollandais |
| bendera  | bandeira    | drapeau    |
| beranda  | varanda     | véranda    |
| biola    | viola       | violon     |
| bola     | bola        | balle      |
| bolu     | bolo        | gateau     |
| boneka   | boneca      | poupée     |
| dadu     | dado        | dé         |
| jendela  | janela      | fenêtre    |
| gagu     |             |            |
| garpu    | garfo       | fourchette |
| gereja   | igreja      | église     |
| kaldu    | caldo       | bouillon   |
| kantin   | cantin      | cantine    |
| keju     | queijo      | fromage    |
| kemeja   | camisa      | chemise    |
| kereta   | careta      | voiture    |
| lentera  | lanterna    | lanterne   |
| martil   | martelo     | marteau    |
| meja     | mesa        | table      |
| mentega  | manteiga    | beurre     |
| Minggu   | Domingo     | dimanche   |
| Natal    | Natal       | Noël       |
| padri    | padre       | prêtre     |
| Paskah   | Páscoa      | Pâques     |
| pesta    | festa       | fête       |
| renda    | renda       | dentelle   |
| roda     | roda        | roue       |
| ronda    | redonda     | ronde      |
| sabun    | sabão       | savon      |
| saku     | saco        | poche      |
| seka     |             |            |
| sekolah  | escola      | école      |
| sepatu   | sapato      | chaussure  |
| tempo    | tempo       | temps      |
| tinta    | tinta       | encre      |